# Moonee Valley Racecourse
Moonee Valley Racecourse är en galoppbana i Moonee Ponds i Victoria i Australien. De första tävlingarna på banan hölls 1883. Banan arrangerade tävlingar inom både galopp, trav och passgång fram till 2010, då banan endast fortsatte med galopplöp.

## Om banan
Travbanans huvudbana var en oval bana på 965 meter, med ett upplopp på 180 meter. Banan hade även open stretch, ett extraspår på insidan av banans upplopp. Banans underlag var tillverkat av sand av krossad granit.
Banans lopp kördes över följande distanser:
Med bilstart: 1 135 m, 1 609 m, 2 100 m, 2 575 m, 3 065 m.
Med linjestart: 1 609 m, 2 100 m, 2 575 m, 3 065 m. 

## Historia
Moonee Valley Racecourse byggdes 1883 av William Samuel (W.S.) Cox, som köpt en gård med stor mark året innan. Syftet var redan då att bygga en travbana på platsen. Moonee Valley ägs av en privat travklubb, till skillnad från andra travbanor i Melbourne, som Caulfield och Flemington. Travbanan byggdes ut under 1960-talet, och finansierades genom kompensation för mark som förvärvats när den intilliggande Tullamarine Freeway byggdes.
2010 lades banans trav- och passgångstävlingar ner; därefter satsades endast på galopptävlingar.

## Större lopp
Banan har ett flertal gånger varit värd för loppet Inter Dominion Trotting Championship, som är ett av de största loppen i Australien och Nya Zeeland. Banan arrangerar även galopplöpet W.S. Cox Plate.